# 1451
Cette page concerne l'année 1451  du calendrier julien.
L'année 1451 est une année commune qui commence un vendredi.

## Événements
- 7 janvier : bulle du pape Nicolas V autorisant la fondation de l'université de Glasgow[1].
- 27 janvier : traité de Pforte (abbaye près de Naumbourg). Fin de la guerre fratricide de Saxe entre Frédéric II et Guillaume II[2].
- 31 janvier : Casimir de Pologne confirme l'autorité du métropolite de Moscou Jonas sur ses terres[3].

- 18 février : début du second sultanat ottoman de Mehmed II al Fatih (fin en 1481)[4]. Il mène une politique belliciste.

- 19 avril : début du règne de Bahlul Lodi, premier roi Pathan de Delhi (fin en 1489). Gouverneur afghan du Pendjab, il détrône le sultan de Delhi ‘Alam Shah Sayyud et fonde la dynastie des Lodi (fin en 1526)[5].
- 30 avril : décret du synode de Bamberg, réuni à l’instigation du légat du pape Nicolas de Cuse. Il impose aux Juifs le port de signes distinctifs humiliant et leur interdit le commerce d’argent[6].

- 12 juin : signature du traité de capitulation de Bordeaux conclu entre les représentants du roi de France et ceux du roi d'Angleterre[7].
- 20 juin : Charles VII ratifie le traité de capitulation de Bordeaux[7].
- 21 ou 22 juin : en Transoxiane, le sultan timouride Abd Allah est battu et tué par Abu Saïd, un autre timouride (fin de règne en 1469)[8].

- 2 juillet[9], Moscou : les contingents mongols de Vassili II de Moscou l’aident à repousser les assauts des hordes de Kazan, de Saraï et du Dniepr contre la Moscovie. Le khan Ahmed de la Horde d'or fait de vaines tentatives contre Moscou, qui refuse de payer tribut, en 1451, 1455 et 1461[10].

- 31 juillet : après avoir entendu le Grand Conseil, le roi Charles VII, au château de Taillebourg près de Saint-Jean-d'Angély (Charente-Maritime), décide d'imputer à Jacques Cœur, soupçonné d’avoir empoisonné Agnès Sorel, le crime de lèse-majesté, ce qui a pour conséquence l'arrestation immédiate du Grand Argentier, astreint à tenir prison fermée, et entraîne la mise sous séquestre de ses biens[11].

- 2 août : le Luxembourg passe à la maison de Bourgogne à la mort d'Élisabeth de Goerlitz[12].
- 15 août : la principauté abbatiale de Saint-Gall devient pays allié avec la Confédération suisse par un traité de combourgeoisie[13].
- 20 août : les troupes françaises prennent Bayonne[14].

- 10 septembre : traité entre Venise et l’Empire ottoman[15].

- 10 octobre : le pape Nicolas V insiste auprès de l’empereur byzantin sur la nécessité de réaliser effectivement l’union des Églises proclamée à Florence[16].
- 14 octobre : le baron Ulrich Eyzinger constitue la ligue de Mailberg[17] (Jean Hunyadi, Georges de Podiebrady, Haute-Autriche, Moravie, Basse-Autriche) et exige de Frédéric III de Habsbourg qu’il lui livre le jeune Ladislav le Posthume.
- 16 octobre : Bogdan II de Moldavie est décapité par les partisans de Pierre Aron, prétendant au trône appuyé par les Polonais[18]. Sa veuve et ses enfants, accompagnés du futur Vlad l’Empaleur, se réfugient en Transylvanie. Bogdan II est le cinquième prince moldave assassiné en quinze ans. Pierre Aron devient prince de Moldavie jusqu'en 1452.
- 20 novembre :
  - Trêve de trois ans entre la Hongrie et l’Empire ottoman qui prépare le siège de Constantinople[15].
  - Bulle du pape Nicolas V permettant d’examiner la vie des conversos[19].

## Naissances en 1451
- 22 avril : Isabelle, reine de Castille.
- 2 mai : René II de Lorraine, duc de Lorraine.
- Entre le 25 août et le 31 octobre : Christophe Colomb, « découvreur » de l'Amérique († 1506)[20].